# Stade de la Colombière
Stade de la Colombière – wielofunkcyjny stadion w Épinal, we Francji. Został otwarty w 1967 roku. Może pomieścić 6000 widzów. Swoje spotkania rozgrywają na nim piłkarze klubu SAS Épinal.